# Hörður Björgvin Magnússon
Hörður Björgvin Magnússon (* 11. Februar 1993 in Reykjavík) ist ein isländischer Fußballspieler. Der Abwehrspieler begann 2014 für die Isländische Fußballnationalmannschaft zu spielen und wurde für die EM 2016 und WM 2018 nominiert. Auf Vereinsebene spielte er in Island für Fram Reykjavík und wechselte dann nach Italien zu Rekordmeister Juventus Turin, wo er aber nur in der Juniorenmannschaft zum Einsatz kam und an den Zweitligisten Spezia Calcio sowie AC Cesena verliehen wurde.

## Karriere

### Verein
Hörður bestritt am 30. August 2009 mit 16 Jahren sein erstes Ligaspiel für Fram Reykjavík und brachte es in der Saison auf drei Ligaspiele. 2010 waren es dann nochmals drei Spiele zum Ende der Saison, dann wechselte er nach Italien zu Juventus Turin, spielte dort aber zunächst nur in der Juniorenmannschaft. 2013 wurde er an den Zweitligisten Spezia Calcio ausgeliehen. Ab 2014 spielte er auf Leihbasis für Aufsteiger AC Cesena, zunächst in der Serie A, stieg aber am Ende der Saison mit dem Verein wieder ab und spielte dann in der Serie B. Zur Saison 2016/2017 wechselte er zum englischen Zweitligisten Bristol City. Nach Platz 17 und Platz 11 wechselte er zur Saison 2018/2019 nach Russland zu ZSKA Moskau, wo er mit dem Superpokal seinen ersten Titel gewann, bei dem er auch eingesetzt wurde. In der Meisterschaft reichte es aber nur zum vierten Platz. Als Vizemeister der Saison 2017/18 war ZSKA direkt für die UEFA Champions League 2018/19 qualifiziert. Hörður kam bei den beiden Niederlagen gegen AS Rom und dem Sieg bei Real Madrid am letzten Gruppenspieltag zum Einsatz, der aber nichts mehr am Ausscheiden änderte. Da sie nur Gruppenvierte wurden, konnten sie auch nicht in der UEFA Europa League 2018/19 spielen. In der Saison 2019/20 waren sie dagegen direkt für die Gruppenphase der Europa League, schieden dort aber ebenso als Gruppenvierte aus wie ein Jahr später.
Im Sommer 2022 wechselte er zu Panathinaikos Athen.

### Nationalmannschaft
2009 nahm er zunächst mit der U-17 an der nordischen U-17-Meisterschaft und dann an der ersten Qualifikationsrunde der U-17-Fußball-Europameisterschaft 2010 teil, die Island aber nicht überstand.
Bereits 2009 hatte er mehrere Länderspiele mit der U-19-Mannschaft bestritten und nahm im Oktober 2010 an der ersten Qualifikationsrunde der U-19-Fußball-Europameisterschaft 2011 teil. Dort schieden sie aber als Gruppendritter aus. Noch schlechter lief es 2011 in der ersten Qualifikationsrunde der U-19-Fußball-Europameisterschaft 2012.
2012 nahm er mit der U-21-Mannschaft an der Qualifikation für die U-21-Fußball-Europameisterschaft 2013 teil, scheiterte aber als Gruppenletzter. Ein Jahr später lief es dann besser. In der Qualifikation für die U-21-Fußball-Europameisterschaft 2015, wurden sie Gruppenzweite, scheiterten aber in den Play-offs aufgrund der Auswärtstorregel an Dänemark.
Am 12. November 2014 feierte Hörður im Freundschaftsspiel gegen Belgien sein Debüt in der Nationalmannschaft und spielte dabei über 90 Minuten. Vier Tage später saß er dann beim EM-Qualifikation gegen Tschechien auf der Bank. Für die Freundschaftsspiele im Januar 2015 gegen Kanada wurde er dann nicht nominiert, spielte stattdessen mit Cesena in der Liga. Erst im März, zu den von der FIFA für Länderspiele festgelegten Terminen, wurde er dann wieder eingeladen, saß aber gegen Kasachstan zunächst nur auf der Bank. Beim Freundschaftsspiel am 31. März 2015 gegen Estland spielte er dann in der ersten Halbzeit. Für die restlichen EM-Qualifikationsspiele, in denen sich Island erstmals eine Endrundenteilnahme sicherte, wurde er dann nicht berücksichtigt. Erst im November wurde er dann zu den beiden Freundschaftsspielen eingeladen aber nicht aufgestellt. Das Januar-Trainingslager in den Vereinigten Arabischen Emiraten, zu dem überwiegend Spieler aus den pausierenden nordeuropäischen Ligen eingeladen wurden, fand dann ebenso ohne ihn statt wie die anschließende USA-Reise. Erst im März 2016 wurde er wieder nominiert und kam am 24. März 2016 gegen Dänemark zu seinem dritten Länderspiel, diesmal wieder über die volle Spielzeit. Am 12. Mai 2016 wurde er von Trainer Lars Lagerbäck als Spieler mit den zweitwenigsten Länderspielen in den Kader für die EM 2016 berufen. Er war einer von vier Feldspielern, die im Turnier nicht zum Einsatz kamen. Beim ersten EM-Auftritt des Landes überhaupt wurde das Viertelfinale erreicht.
Zudem stand er im isländischen Kader für die Weltmeisterschaft 2018 in Russland, bei der Island zum ersten Mal an einer Weltmeisterschaftsendrunde teilnehmen konnte. Island schied nach einem Unentschieden gegen Argentinien und Niederlagen gegen Nigeria und Kroatien als Letzter der Gruppe D noch in der Vorrunde aus; Hörður stand in allen drei Partien als Linksverteidiger auf dem Platz.
In der UEFA Nations League 2018/19 wurde er bei der drei der vier Niederlagen eingesetzt. In der Qualifikation für die Fußball-Europameisterschaft 2020 wurde er in fünf von zehn Spielen eingesetzt. Am Ende reichte es nur zu Platz 3. Da sich die Gruppengegner in der Nations-League-Gruppe direkt für die EM-Endrunde qualifizierten, hatten die Isländer noch die Chance sich über die Playoffs im März 2020 zu qualifizieren, was aber misslang. In der ebenfalls erfolglosen Qualifikation für die WM 2022 hatte er zwei Einsätze.

## Erfolge
- Italienischer Supercupsieger: 2015 (ohne Einsatz)
- Russischer Supercupsieger: 2018
- Griechischer Pokal: 2024